# Мяги, Владимир Петрович
Владимир Петрович Мяги (19 августа 1887 — 20 января 1919) — участник российского революционного движения, участник Гражданской войны, участник борьбы за Советскую власть в Поволжье.

## Биография
Родился в Петербурге в эстонской семье.
Учился в церковно-приходской школе. Старший брат, матрос военного корабля, в 1905 году был казнён за участие в восстании, в этом же году Мяги вступил в РСДРП. Впервые арестован в 1908 году, освобожден из-за отсутствия улик, далее последовала череда арестов и высылок.
В 1914 был выслан в Самару. Работал наборщиком в типографии. Через некоторое время стал одним из руководителей Самарской большевистской организации.
В январе 1915 года арестован и сослан на 5 лет в Иркутскую губернию. После Февральской революции вернулся в Самару. После провозглашения в Самаре Советской власти — комиссар печати. С марта 1918 года перешёл на работу в Губсовнархоз.
Когда в июне 1918 года Самару захватили белогвардейцы, был в подполье. В августе 1918 года избран председателем временного Самарского губкома РКП(б), которое находился в Покровске (г. Энгельс). После освобождения в октябре 1918 Самары от белогвардейцев стал руководителем Губсовнархоза.
В январе 1919 в качестве комиссара по снабжению 4-й армии Восточного фронта выехал на подавление эсеровского мятежа в Николаевской дивизии Красной Армии. 20 января 1919 года на станции Озинки был убит мятежниками.
Похоронен в Самаре.

## Память
- Именем Мяги была названа типография и улица в Самаре

## Ссылка
- [dic.academic.ru/dic.nsf/sie/11622/%D0%9C%D0%AF%D0%93%D0%98 Советская историческая энциклопедия]
- Историческая Самара. Мяги Владимир Петрович